# Mojtaba Ferdosipour
Mojtaba Ferdosipour (persisch مجتبی فردوسی‌پور; * 1966) ist ein iranischer Diplomat, der seit 22. Juni 2014 Botschafter in Amman ist.
Er ist verheiratet und hat drei Kinder.
Er ist Bachelor der Scharia, Master der Politikwissenschaft und Master der Internationale Beziehungen und spricht Arabisch und Englisch.

## Werdegang
1989 trat er in den auswärtigen Dienst.
Von 1989 bis 1997 war er in der Abteilung Politische und internationale Studien beschäftigt.
Von 1997 bis 2000 war er Botschafter in Kuwait.
Von 2000 bis 2004 leitete er die Abteilung Persischer Golf und des Nahen Ostens beim Institute for Political and International Studies (IPIS) (persisch دفتر مطالعات سیاسی و بین المللی) das dem iranischen Außenministerium angegliedert ist.
Von 2004 bis 2006 war er an der iranischen Botschaft in Amman akkreditiert.
Von 2006 bis 2008 war er Botschafter in Beirut.
Von 2008 bis 2010 war er Stellvertretender Außenminister für Naher Osten und Nordafrika (vgl. US Deputy foreign secretary).
Von 2010 bis 2014 leitete er die Abteilung Naher Osten und Nordafrika.

## Wissenschaftlich publizistische Tätigkeit
Er doziert an iranischen Universitäten, firmiert als Herausgeber der Zeitung des Iranischen Außenministeriums, betreibt Anthologie zu politischen Themen, Regionalstudien und der islamischen Welt, veröffentlicht Artikel in Publikationen des Iranischen Außenministeriums und von Forschungsinstituten zu Fragen der Region.